# أحمد قبازرد
أحمد محمود قبازرد (1 أكتوبر 1957 - 16 سبتمبر 1990) أحد رموز وشهداء دولة الكويت خلال الغزو العراقي للكويت سنة 1990.

## قبل الاحتلال

### الدراسة
وُلد أحمد محمود رضا قبازرد في الأول من أكتوبر عام 1957 في المستشفى الأميري، و ترعرع في منطقة شرق، ودخل روضة عمر بن عبد العزيز في منطقة القادسية، ثم مدرسة سيف الدولة الابتدائية، وبعد انتقال العائلة للسكن في منطقة الشعب، انتقل أحمد إلى مدرسة علي بن أبي طالب الابتدائية. وما إن أنهى المرحلة الابتدائية حتى انتقل إلى المرحلة المتوسطة ودرس في مدرسة السالمية المتوسطة حيث انتقل سكن العائلة لمنطقة الرميثية، وخلال هذه الفترة بدأ والده ببعثه وإخوته إلى بريطانيا في الصيف لدراسة اللغة الإنجليزية. بعدها دخل أحمد ثانوية الرميثية، وقد كان مهتمًا بدراسته كثيرًا ، بعدما أنهى أحمد المرحلة الثانوية، التحق بكلية الآداب في جامعة الكويت وتخصّص بالخدمة الاجتماعية وتخرج في صيف عام 1982.

## حياته الرياضية
انضمّ إلى فريق نادي السالمية الرياضي لكرة السلة في عام 1976 حيث لعب تحت سن العشرين وكذلك في الدرجة الأولى في الوقت ذاته، ثم ما لبث أن اختير كلاعب في منتخب الكويت الوطني لكرة السلة واشترك في البطولة العربية في القاهرة وتواصل ذلك مع بروزه في البطولات الرياضية في الجامعة، فقد سافر مع فريق الجامعة إلى المكسيك وسنغافورة و المغرب. وفي السنوات الأخيرة انضمّ إلى نادي كاظمة الرياضي.

### العمل
التحق أحمد بكلية الشرطة بعد تخرجه من المرحلة الجامعية وتخرج كضابط اختصاص برتبة ملازم في شهر يونيو من عام 1983، وتدرج في الرتب إلى أن صار نقيبًا في إدارة حماية الشخصيات في وزارة الداخلية. كان النقيب أحمد يزاول عمله كضابط في حماية الشخصيات الهامة ومرافقة ضيوف الدولة من رؤساء الدول ورؤساء الوزارات والوفود المشاركة في المؤتمرات الهامة التي تنعقد في الكويت، وانتسب للإدارة منذ تأسيسها حتى أصبح مساعدًا لرئيس قسم التدريب ومسؤولًا عن جانب كبير من تدريب وتأهيل العناصر الكويتية الشابة التي اختارت العمل في إدارة حماية الشخصيات.

## أثناء الاحتلال

### قبل الاعتقال

#### قبل العودة
حين وقع الغزو العراقي على دولة الكويت في يوم الخميس 2 أغسطس 1990، كان أحمد حينها في لبنان. أوصاه أهله في اتصال هاتفي بأن لا يرجع إلى الكويت وبأنهم سيوصلون أبناءه إلى البحرين ليكونوا بأمان. لذلك سافر أحمد من لبنان إلى البحرين ليلتقي بأبنائه وزوجته التي كانت في رحلة إلى القاهرة. لم تغمض لأحمد عين في البحرين، فقد كان منكبًّا على عمله على مدار الساعة، حيث كان يعمل في المطار وفي سفارة الكويت في البحرين ليمد يد العون للاجئين الكويتيين هناك ويدبر لهم السكن وكافة الاحتياجات الأساسية. وبعد بضعة أيام في البحرين، قام أحمد بسؤال أحد شيوخ الدين عن معنى الشهادة، واستفسر منه عن القتال في الكويت ضد المعتدين، فأجابه الشيخ بأنه سيذهب للدفاع عن أرضه وعرضه، وإن قُتل فسيحتسب شهيدًا. اطمأن أحمد من كلام الشيخ وقرر مباشرةً العودة إلى وطنه الكويت، فودّع زوجته وأبناءَه على عجل واتجه مع أصدقائه إلى الكويت.

#### العودة إلى الكويت
في 12 أغسطس 1990 انطلق أحمد ورفاقه متجهين ناحية الكويت وعبروا جسر الملك فهد إلى السعودية ثم توجهوا إلى منفذ الخفجي في الحدود للدخول إلى وطنهم. وفي الليل قام أحمد بالتسلل إلى الكويت مشيًا على الأقدام وهو متنكّر بزي مزارع للإفلات من الجنود العراقيين. ظل أحمد ورفاقه يمشون إلى أن وصلوا إلى محل سكن والده في الرميثية، وهناك استقبله أهله متفاجئين.

#### المقاومة
في اليوم الأول لوصوله، شرع أحمد بالتواصل مع أصدقائه وأفراد المقاومة الكويتية، فرحبوا به وطلبوا منه أن يتولى قيادتهم لخبرته العسكرية في استخدام الأسلحة ووضع الخطط ولمهارته في الرماية وقيادة السيارات باحترافية، فكوّن تشكيلًا يتكون من أربعين فردًا ووزعهم في خلايا، في كل خلية ثلاثة أفراد. فباشر أعماله البطولية وقام بالتخطيط للاستيلاء على مجموعة من الأسلحة في مستودعات الجيش الكويتي فاستطاعوا ملئ سياراتهم بأنواع مختلفة من الأسلحة المفيدة في مقاومة المحتل. وخطط كذلك لتفجير شاحنات نقل الذخائر العراقية على الدائري الرابع قرب جامعة الكويت في منطقة الخالدية، فانطلقت سيارتان حسب الخطة إحداهما بها فريق الحماية والأخرى بها أحمد. شتتت سيارة الحماية انتباه الجنود فأسرع أحمد بإلقاء القنابل اليدوية على الشاحنات وما هي إلا ثوانٍ حتى دوّت انفجارات رهيبة للذخائر المكدسة في شاحنات الجيش العراقي. وقام كذلك بتفجير دوريّة عراقية وتدمير شاحنتين مليئتين بالذخيرة على الدائري السابع قرب مطار الكويت الدولي. قام أيضّا بقتل عدد من ضباط الاحتلال العراقي ذوي الرتب العالية وسلب جهاز إرسال واستقبال للتجسس على الجيش العراقي المحتلّ ومعرفة تحركاته. استمر عمل أحمد كقائد في خليته الخاصة وبالتعاون مع خلايا مقاومة أخرى، وقد قام مع زملائه بتنفيذ العديد من عمليات التفجير والتفخيخ لبعض الآليات والمواقع العسكرية والأهداف العراقية، كما قام بقتل وقنص واعتقال الكثير من جنود الاحتلال العراقي ، حيث كان يحقق معهم و ينال كل ما يريده من معلومات قيّمة تفيد المقاومة وقوّات التحالف الدولية. وقد كبّدت أمثال تلك العمليات الفدائية قواتَ الاحتلال الغاشم الكثيرَ من الخسائر في العتاد العسكري والقوة البشرية، مما أثر بشكل مباشر في انهيار معنويات أفراد وضباط تلك القوات المحتلة.

### الاعتقال والأسر والشهادة

#### الاعتقال
نظرًا لانتشار الاستخبارات العراقية في جميع أنحاء الكويت ووجود معاونين لهم ، استطاعوا الوصول إليه واقتحام مقرّ سكنه في الجابرية واعتقاله بعد شدّ وثاقه وبعد تفتيش منزله المكتظ بالأسلحة والقنابل اليدوية. وذلك في يوم الثلاثاء 4 سبتمبر 1990 حيث أحاطت آليّات الغزاة المليئة بالجنود والضباط والعتاد العسكري بمنزل أحمد. سريّة كاملة من الجيش حاصرت المنزل وانتشر رجالها على السطح والحديقة والشارع وأحاطت المدرعات بكل جوانب المنزل من أجل القبض على أحمد محمود قبازرد. كبّلوا أحمد وبدأ تفتيش المنزل، لكنهم لم يستطيعوا العثور على شيء، ذلك لأن أحمد كان قد خبّأ كل الأسلحة بطريقة عصت عليهم معرفتها. وقد تم استخراج كل الأسلحة من منزل أحمد سليمة بعد التحرير. وتم اعتقال أحمد بتهمة عسكري ويترأس مقاومة.

#### الأسر
في المعتقل مورس بحقه أبشع وأقسى أنواع التعذيب الجسدي والنفسي الوحشي لأجل إجباره على الاعتراف والإدلاء بمعلومات عن أفراد خلايا المقاومة الكويتية التي يترأسها أو عن بقية المجموعات التي كان على تواصل معها.

#### الوفاة
في صباح يوم 16 سبتمبر 1990، أخذ الجنود العراقيين أحمد إلى منزله في منطقة الجابرية، وأحاطوا بالمنزل من كل الاتجاهات. أنزلوه وقاموا بحرق منزله أمامه بإطلاق قذيفة آر بي جي ثم قاموا بالسؤال عن بعض الأسماء، فأنكر معرفته بها. فتمّ إعدامه فورا بطلق ناري أمام باب منزله.
شهادة وفاة أحمد التي أدلى بها الدكتور محمد الشمالي في المستشفى الأميري تنص على:
1. طلق ناري في الرأس من الخلف والرصاصة مازالت في الداخل والرأس ينزف.
2. طلق ناري آخر في المنطقة مابين الكتف والرقبة.
3. راحتي اليدين مثقوبتان بواسطة مثقاب كهربائي.
4. وجود كدمات قوية جدًا في الفخذ والصدر والظهر نتيجة ضرب عصا غليظة أو ما شابه.
5. ثقوب متعددة في الصدر والظهر من آثار استعمال أدوات حادة.
6. أظافر اليدين والرجلين مخلوعة.
7. آثار حبال ثقيلة وسلاسل حديد على معصمي اليدين والرجلين.

### الأسرة
متزوج عام 1983، ولديه ثلاثة أبناء وهم: 
- شروق (1984).
- محمود (1986).
- محمد (1989).

## كتب وأفلام وثائقية عنه
- كتاب السيرة الذاتية لمتحدي الظلم والظلام: بطل الأبطال الشهيد أحمد قبازرد، نورية السداني (1991).
- فيلم وثائقي عن الشهيد أحمد قبازرد من إعداد وتقديم: عامر زهير، ومن إنتاج تلفزيون دولة الكويت (1992).
- فيلم وثائقي بعنوان: من ذاكرة الكويت في ذكرى الشهيد أحمد قبازرد، من إنتاج تلفزيون دولة الكويت.
- ذُكر في الحلقة 14 من مسلسل ساهر الليل3: وطن النهار، للمخرج محمد دحام الشمري (2012).
- حلقة عنه في برنامج بيت الشهيد، من إنتاج قناة الكوت (2016).
- الفيلم الوثائقي: حماة الوطن، من إنتاج جمعية الثقافة الاجتماعية (2018).
- الفيلم الوثائقي: شروق، للمخرج خالد الخرشان (2020).